# Bedford (Iowa)
Bedford település az Amerikai Egyesült Államok Iowa államában, Taylor megyében, melynek megyeszékhelye is. Lakosainak száma 1508 fő (2020. április 1.).

## Népesség
A település népességének változása:

| 2010 | 1 440 |
| 2020 | 1 508 |